# Irish Open 1903
Die Irish Open 1903 waren die zweite Austragung dieser internationalen Meisterschaften von Irland im Badminton. Bei dieser Auflage wurden nur vier Disziplinen ausgetragen, auf die Ausspielung des Dameneinzels wurde verzichtet.

## Finalresultate
| Disziplin    | Sieger                     | Finalist                            | Ergebnis     |
| ------------ | -------------------------- | ----------------------------------- | ------------ |
| Herreneinzel | Blayney Hamilton           | Thomas D. Good                      | w.o          |
| Herrendoppel | G. Lucas R. D. Marshall    | L. U. Ransford Albert Davis Prebble | 15–8, 15–4   |
| Damendoppel  | Meriel Lucas Mabel Hardy   | Ada Carroll Bickford                | 15–3, 15–0   |
| Mixed        | L. U. Ransford Mabel Hardy | Blayney Hamilton R. H. Goff         | 15–13, 15–12 |